# Лосось (подводная лодка)
«Лосось» — российская подводная лодка начала XX века, пятый корабль проекта Holland-VIIR (тип «Сом»).

## Постройка
Подводная лодка «Лосось» была заложена 10 мая 1904 года на Невском судомеханическом заводе в Санкт-Петербурге. Спуск на воду состоялся в сентябре 1905 года. 1 ноября того же года вместе с однотипными «Пескарём» и «Белугой» в сопровождении транспорта «Хабаровск» начали переход в Либаву для достройки и испытаний. Тяжёлые погодные условия усугубились сильным нагревом мотылёвого подшипника бензомотора, лодка отставала из-за частых остановок машины. На следующий день двигатель совсем вышел из строя, сутки лодка шла на буксире, пока экипаж не устранил поломку. 7-8 ноября провела в Гельсингфорсе, затем к 17 ноября через Ганге и Куйвасто на буксире достигла Либавы.
25 мая 1906 года вступила в строй.

## Служба
29 мая 1906 года зачислена в учебный отряд подводного плавания с базированием на Либаву.
15 сентября 1906 года на лодку совершил визит Морской министр, А. А. Бирилев, на следующий день «Лосось» совершил показательное плавание перед императором Николаем II. В ходе маневров по вине командира лодки «Лосось» повредил перископ о миноносец «Поражающий».
В 1907 году по железной дороге «Лосось» перевезли в Севастополь, лодка вошла в состав Бригады подводных лодок Черноморского флота.
24 августа 1909 года «Лосось» провалился на глубину 24 метра с большим дифферентом из-за течи в прочном корпусе. Интенсивной работой всех насосов поступление воды получилось компенсировать, и лодка успешно всплыла.
В марте 1912 года прошла докование и небольшой ремонт, в том же году участвовала в совместных учениях с авиацией. Находившаяся на глубине 45 футов лодка не обнаруживалась с самолётов. До конца 1913 года прошла капитальный ремонт.
На 19 июля 1914 года находилась в боевом строю, базировалась на Балаклаву.
Во время Первой мировой войны участвовала в боевых действиях, несла дозорную службу на подступах к Севастополю, охраняя рейд и обеспечивая безопасность эскадры надводных кораблей. Участвовала в спасении экипажа минного заградителя «Прут», обеспечивала подготовку офицеров в качестве учебного корабля.
26 октября 1917 года вошла в состав Черноморского Центрофлота, в феврале сдана к порту на хранение. 1 мая 1918 года захвачена германскими войсками, 24 ноября 1918 года захвачена англо-французскими интервентами.
26 апреля 1919 года затоплена по приказу английского командования.
Летом 1932 года обнаружена водолазами ЭПРОНа на глубине 57 метров, рядом с подводными лодками «Судак» и «Налим». Поднята в целях тренировки и испытания оборудования. Поставлена к берегу в Балаклавской бухте, в годы Великой Отечественной войны затонула. В 1975 году поднята и разделана на металл в Инкермане.

## Командиры

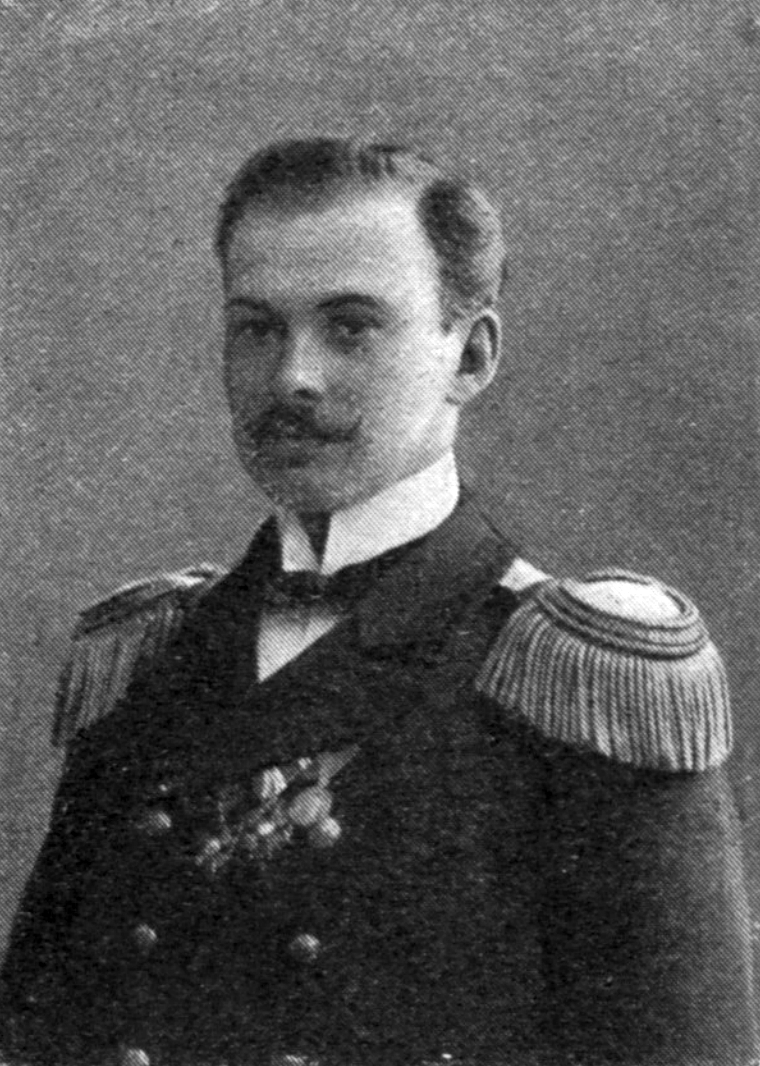
Н. М. Белкин, командир «Лосося», затем командир дивизиона ПЛ. Погиб вместе с «Камбалой» в 1909 году

- 1905: Ризнич, Иван Иванович
- 1905—1907: граф Головин В. И.
- 1907: Н. М. Белкин 1-й
- 1907—1908: Б. А. Быков 2-й
- 1908—1911: Н. А. Арбенев
- 1911—1915: Г. Ф. Дудкин 2-й
- 1915—1916: А. И. Пантелеев
- 1916—1918: С. К. Леонович